# Porno y helado
Porno y helado es una serie de televisión por internet de comedia argentina creada por Martín Piroyansky para Prime Video. Se trata sobre la amistad entre dos marginados sociales y una joven estafadora que deciden crear una banda de rock falsa. Está protagonizada por Martín Piroyansky, Sofía Morandi e Ignacio Saralegui. En los papeles secundarios están Martín Pavlovsky, Eliseo Barrionuevo, Javier Niklison, Santiago Talledo y Gabriela Iribarren.
La primera temporada está compuesta por 8 episodios y fue estrenada el 11 de marzo de 2022. Además, cuenta con Susana Giménez como estrella invitada.
En septiembre del 2022, Piroyansky confirmó que la serie fue renovada para una segunda temporada, la cual se estrenó el 20 de septiembre de 2024. Esta segunda entrega cuenta con numerosas referencias y parodias a la cultura popular de los años 90 y actual en Argentina, como la subcultura rolinga, las bandas indie y la grieta.

## Sinopsis
Pablo (Martín Piroyansky) es un hombre inmaduro de 30 años que, junto a su mejor amigo Ramón (Ignacio Saralegui), a quien no le va muy bien en la vida, decide formar una banda de rock falsa, también junto a Cecilia (Sofía Morandi), una joven estafadora, con los cuales logra apoderarse de la escena musical local, a partir de su primer éxito inspirado por ver pornografía y tomar helado. Sin embargo, su mentira pronto se saldrá de control.

## Elenco

### Principal
- Martín Piroyansky como Pablo
- Sofía Morandi como Cecilia von Trapp[nota 1]
- Ignacio Saralegui como Ramón Barreiro

### Secundario
- Martín Pavlovsky como Osvaldo «Harry» Papadópulos
- Eliseo Barrionuevo como Nacho
- Javier Niklison como Claudio
- Santiago Talledo como Segundo
- Gabriela Iribarren como Graciela
- Josefina Trías como Virginia
- Daniel Pérez como Haroldo Aparicio
- Ernesto Liotti como Beto
- Vicente Varela como Santiago
- Matías Singer como Horacio Madariaga
- Bruno Pereyra como Bajista
- Jimena Márquez como Silvina

### Participaciones
- Susana Giménez como Roxana (temporada 1)
- Favio Posca como Picky Valeroso (temporada 1)
- Pablo Tate como Joaquín
- Néstor Guzzini como Pereyra
- Humberto de Vargas como Sergio Vieira (temporada 1)
- Santiago Korovsky como Juan Cruz «Spider» Vieira (temporada 1)
- Roberto Suárez como Omar Cuartirolo
- Horacio Camandule como Sandro
- Fernando Amaral como Bermúdez
- Julieta Spinelli como Olivia Vieira (temporada 1)
- Francisco Bereny como Dieguito (temporada 2)
- Gimena Accardi como Romina (temporada 2)
- Matías Mayer como Claudio (temporada 2)
- Ángela Torres como Rosa (temporada 2)
- Kevsho como Jaime (temporada 2)

Notas
1. ↑  Nombre verdadero Martina Cuartirolo.

## Episodios
| Temporada | Temporada | Episodios | Episodios | Lanzamiento original     | Lanzamiento original     |
| --------- | --------- | --------- | --------- | ------------------------ | ------------------------ |
|           | 1         | 8         | 8         | 11 de marzo de 2022      | 11 de marzo de 2022      |
|           | 2         | 6         | 6         | 20 de septiembre de 2024 | 20 de septiembre de 2024 |

### Primera temporada (2022)
| N.º en serie | N.º en temp. | Título           | Dirigido por      | Escrito por                                                                | Fecha de lanzamiento original |
| ------------ | ------------ | ---------------- | ----------------- | -------------------------------------------------------------------------- | ----------------------------- |
| 1            | 1            | «Porno y helado» | Martín Piroyansky | Martín Piroyansky, Martina López Robol, Santiago Korovsky y Rodrigo Moraes | 11 de marzo de 2022           |
| 2            | 2            | «La fecha»       | Martín Piroyansky | Martín Piroyansky, Martina López Robol, Santiago Korovsky y Rodrigo Moraes | 11 de marzo de 2022           |
| 3            | 3            | «La academia»    | Martín Piroyansky | Martín Piroyansky, Martina López Robol, Santiago Korovsky y Rodrigo Moraes | 11 de marzo de 2022           |
| 4            | 4            | «La fiesta»      | Martín Piroyansky | Martín Piroyansky, Martina López Robol, Santiago Korovsky y Rodrigo Moraes | 11 de marzo de 2022           |
| 5            | 5            | «Las dos bandas» | Martín Piroyansky | Martín Piroyansky, Martina López Robol, Santiago Korovsky y Rodrigo Moraes | 11 de marzo de 2022           |
| 6            | 6            | «Los Vieira»     | Martín Piroyansky | Martín Piroyansky, Martina López Robol, Santiago Korovsky y Rodrigo Moraes | 11 de marzo de 2022           |
| 7            | 7            | «El videoclip»   | Martín Piroyansky | Martín Piroyansky, Martina López Robol, Santiago Korovsky y Rodrigo Moraes | 11 de marzo de 2022           |
| 8            | 8            | «El contrato»    | Martín Piroyansky | Martín Piroyansky, Martina López Robol, Santiago Korovsky y Rodrigo Moraes | 11 de marzo de 2022           |

### Segunda temporada (2024)
| N.º en serie | N.º en temp. | Título             | Dirigido por      | Escrito por                             | Fecha de lanzamiento original |
| ------------ | ------------ | ------------------ | ----------------- | --------------------------------------- | ----------------------------- |
| 9            | 1            | «El fan»           | Martín Piroyansky | Martín Piroyansky y Martina López Robol | 20 de septiembre de 2024      |
| 10           | 2            | «Los rollingas»    | Martín Piroyansky | Martín Piroyansky y Martina López Robol | 20 de septiembre de 2024      |
| 11           | 3            | «¡Piernas!»        | Martín Piroyansky | Martín Piroyansky y Martina López Robol | 20 de septiembre de 2024      |
| 12           | 4            | «La tormenta»      | Martín Piroyansky | Martín Piroyansky y Martina López Robol | 20 de septiembre de 2024      |
| 13           | 5            | «Pablo está viejo» | Martín Piroyansky | Martín Piroyansky y Martina López Robol | 20 de septiembre de 2024      |
| 14           | 6            | «El juicio»        | Martín Piroyansky | Martín Piroyansky y Martina López Robol | 20 de septiembre de 2024      |

## Desarrollo

### Creación y producción
En febrero de 2011, la productora Aeroplano de Argentina financió y coprodujo un piloto con el título Cómo conseguir chicas con Felipe Colombo y Martín Piroyansky, cuya posproducción fue terminada en agosto de 2011. Durante los próximos 7 años el piloto circuló por el mercado latinoamericano y estadounidense. En 2015, Letca Media lo seleccionó con vistas a un posible desarrollo con HBO. En 2018, se inició un periodo de desarrollo con la productora Navajo donde se le cambió el título a la serie. En 2020, Amazon Prime Video ingresó al desarrollo del proyecto.
En enero del 2021, se anunció que la productora Salado había comenzado la preproducción de la serie, teniendo a Martín Piroyansky como el creador, director y guionista de la misma. En marzo del mismo año, Amazon dio luz verde a la serie con un pedido de 8 episodios, los cuales serían producidos junto con Navajo Films y Claxson. Además, se confirmó que Lucía Garibaldi se unió al proyecto como segunda directora.

### Rodaje

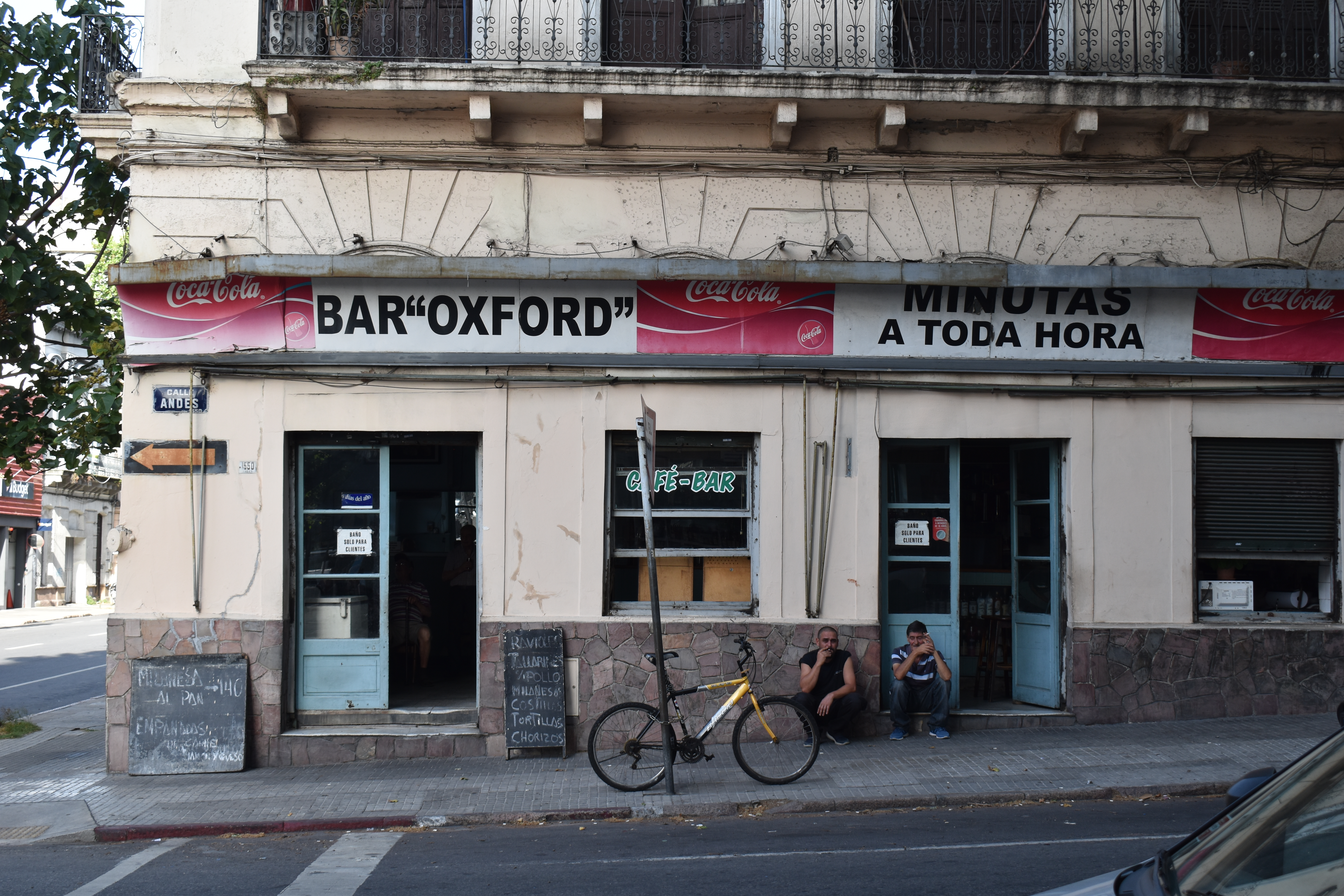
Bar Oxford, ubicado en la esquina Andes y Paysandú de Montevideo utilizado para simular el bar de los taxistas.

La serie comenzó la fotografía principal a finales de febrero del 2021 en Montevideo, Uruguay. En marzo de ese año, las grabaciones tuvieron lugar en Punta del Este.

### Casting
En noviembre de 2020, se informó que Piroyansky sería el protagonista de su propia serie. En diciembre de ese año, Sofía Morandi se unió al proyecto para interpretar a uno de los personajes principales. En marzo de 2021, se anunció que el elenco se completaba con Nachito Saralegui, Eliseo Barrionuevo, Javier Niklison, Santiago Korovsky, Martín Pavlovsky, Santiago Talledo, Favio Posca y que contaría con la actuación especial de Susana Giménez.

## Recepción

### Comentarios de la crítica
La serie recibió en su mayor parte críticas positivas por parte de los expertos, quienes destacaron la historia, las actuaciones y el humor. Diego Batlle de Otros cines otorgó a la serie una reseña positiva diciendo que «se sobrepone a ciertos traspiés iniciales y encuentra su impronta, su tono y su atractivo con el correr de los episodios» y concluye que es una producción «simpática, superficial y satisfactoria». Por su parte, Emanuel Juárez del sitio web Alta peli destacó que uno de los grandes aciertos de la serie es «su narrativa que le permite jugar con un sinfín de situaciones disparatadas y absolutamente impredecibles pocas veces vista dentro de las producciones nacionales de este calibre» y «cuenta con un elenco repleto de magnetismo que dota a cada personaje de un atractivo único», del cual sobresalen Morandi y Saralegui que demuestran «su talento natural para la comedia». Por otro lado, Rocío Sirimarco del portal Bolavip también valoró la actuación de Morandi diciendo que el papel «le calza justo y que supo llevarlo con mucho humor e imaginación», mientras que el personaje de Saralegui estuvo «muy bien interpretado».
En una reseña para la página Locos x los juegos, Lucas Lapetina elogió el trabajo de sonido diciendo que «constantemente habrá un excelente timing de sonido que acompañará lo que estemos mirando en pantalla» y que la serie presenta «un guion bien llevado, pero que en momentos se vuelve tedioso de mirar, pero gracias a los personajes y las actuaciones lo mejoran y le dan el toque final». Finalmente, cerró su crítica escribiendo que «Porno y helado es una simpática serie que nos hará reír de manera constante, con un tono bizarro e incómodo digno de The Office, pero con el toque argento que nos dan las increíbles interpretaciones de Martín Piroyansky y Sofía Morandi».

### Premios y nominaciones
| Lista de premios y nominaciones | Lista de premios y nominaciones | Lista de premios y nominaciones      | Lista de premios y nominaciones                                                            | Lista de premios y nominaciones | Lista de premios y nominaciones |
| Año                             | Organización                    | Categoría                            | Nominado/a(s)                                                                              | Resultado                       | Ref(s)                          |
| ------------------------------- | ------------------------------- | ------------------------------------ | ------------------------------------------------------------------------------------------ | ------------------------------- | ------------------------------- |
| 2022                            | Premios Cóndor de Plata         | Mejor serie de comedia               | Porno y helado                                                                             | Ganador                         | [ 19 ] [ 20 ]                   |
| 2022                            | Premios Cóndor de Plata         | Mejor dirección                      | Martín Piroyansky                                                                          | Nominado                        | [ 19 ] [ 20 ]                   |
| 2022                            | Premios Cóndor de Plata         | Mejor actor protagonista en comedia  | Martín Piroyansky                                                                          | Ganador                         | [ 19 ] [ 20 ]                   |
| 2022                            | Premios Cóndor de Plata         | Mejor actor protagonista en comedia  | Ignacio Saralegui                                                                          | Nominado                        | [ 19 ] [ 20 ]                   |
| 2022                            | Premios Cóndor de Plata         | Mejor actriz protagonista en comedia | Sofía Morandi                                                                              | Ganadora                        | [ 19 ] [ 20 ]                   |
| 2022                            | Premios Cóndor de Plata         | Revelación masculina                 | Ignacio Saralegui                                                                          | Ganador                         | [ 19 ] [ 20 ]                   |
| 2022                            | Premios Cóndor de Plata         | Mejor guion original                 | Martín Piroyansky, Martina López Robol, Santiago Korovsky y Rodrigo Moraes                 | Nominados                       | [ 19 ] [ 20 ]                   |
| 2022                            | Premios Cóndor de Plata         | Mejor música original                | Martín Bosa y Diego Rodríguez                                                              | Nominados                       | [ 19 ] [ 20 ]                   |
| 2022                            | Premios Cóndor de Plata         | Mejor canción original               | «Porno y helado» por Diego Rodríguez, Martina López Robol, Martín Bosa y Martín Piroyansky | Nominados                       | [ 19 ] [ 20 ]                   |
| 2024                            | Premios Cóndor de Plata         | Mejor serie dramática o de comedia   | Porno y helado                                                                             | Nominado                        | [ 21 ]                          |
| 2024                            | Premios Cóndor de Plata         | Mejor actor protagonista             | Martín Piroyansky                                                                          | Nominado                        | [ 21 ]                          |
| 2024                            | Premios Cóndor de Plata         | Mejor guion original                 | Martín Piroyansky y Martina López Robol                                                    | Nominados                       | [ 21 ]                          |
| 2024                            | Premios Cóndor de Plata         | Mejor música original                | Diego Rodríguez y Martín Bosa                                                              | Nominados                       | [ 21 ]                          |
| 2024                            | Premios Cóndor de Plata         | Mejor dirección                      | Martín Piroyansky                                                                          | Nominado                        | [ 21 ]                          |